# Kalborn
Kalborn (luxembourgeois : Kaalber) est une section de la commune luxembourgeoise de Clervaux située dans le canton de Clervaux.

## Histoire
Kalborn était une section de la commune de Heinerscheid jusqu’à la fusion officielle de cette dernière avec Clervaux le 1er janvier 2012.

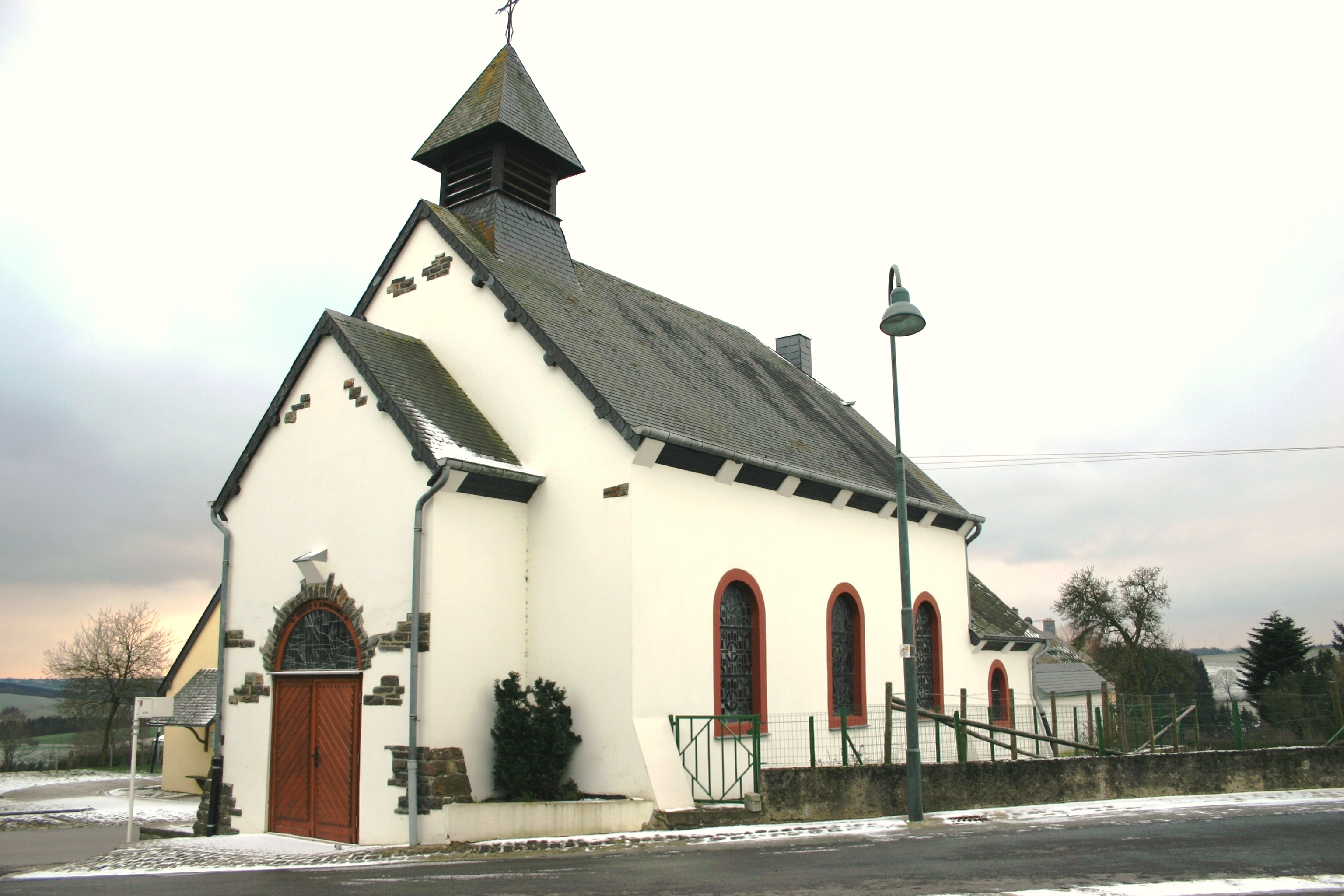
Chapelle Sainte-Apolline

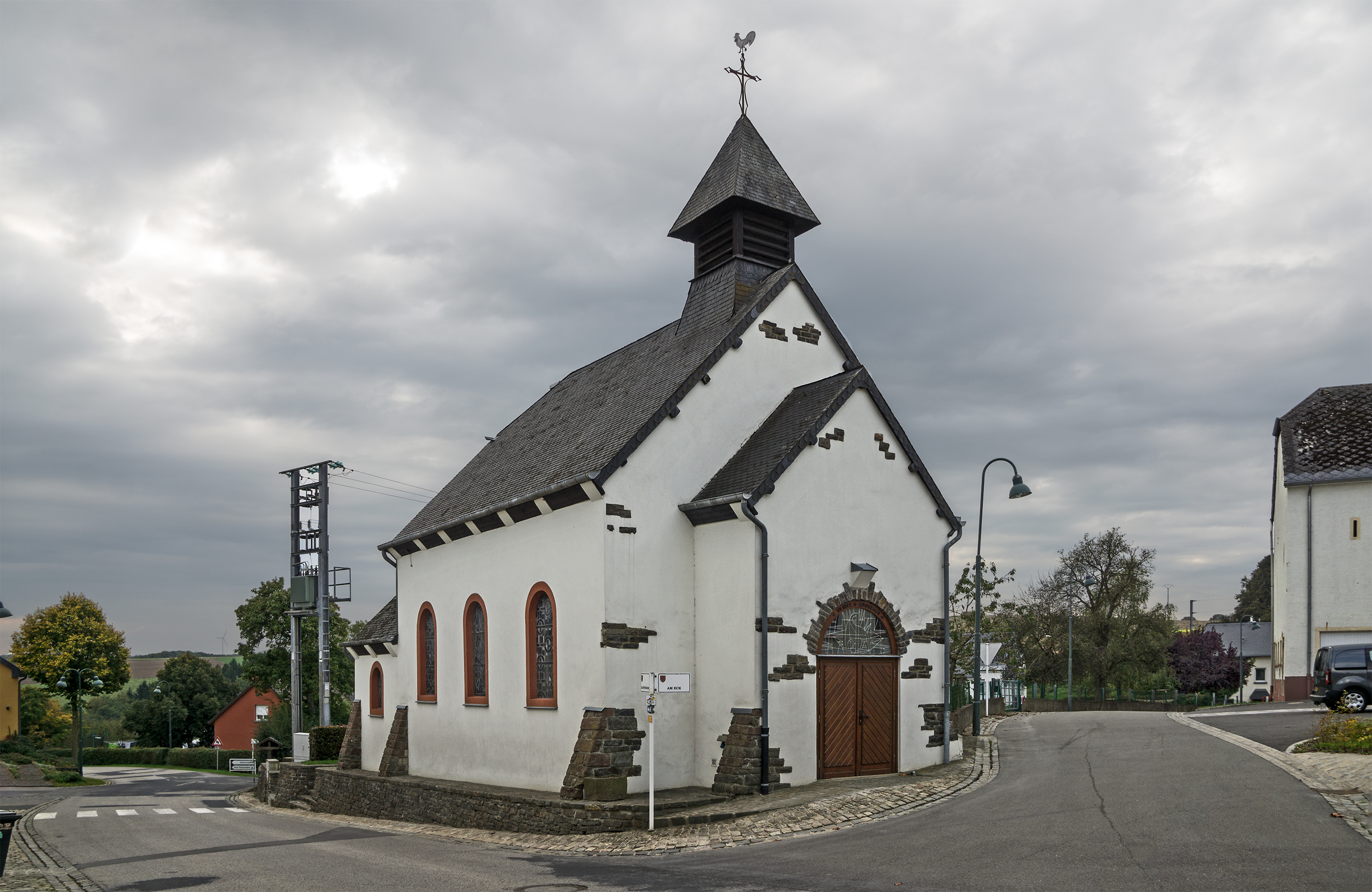

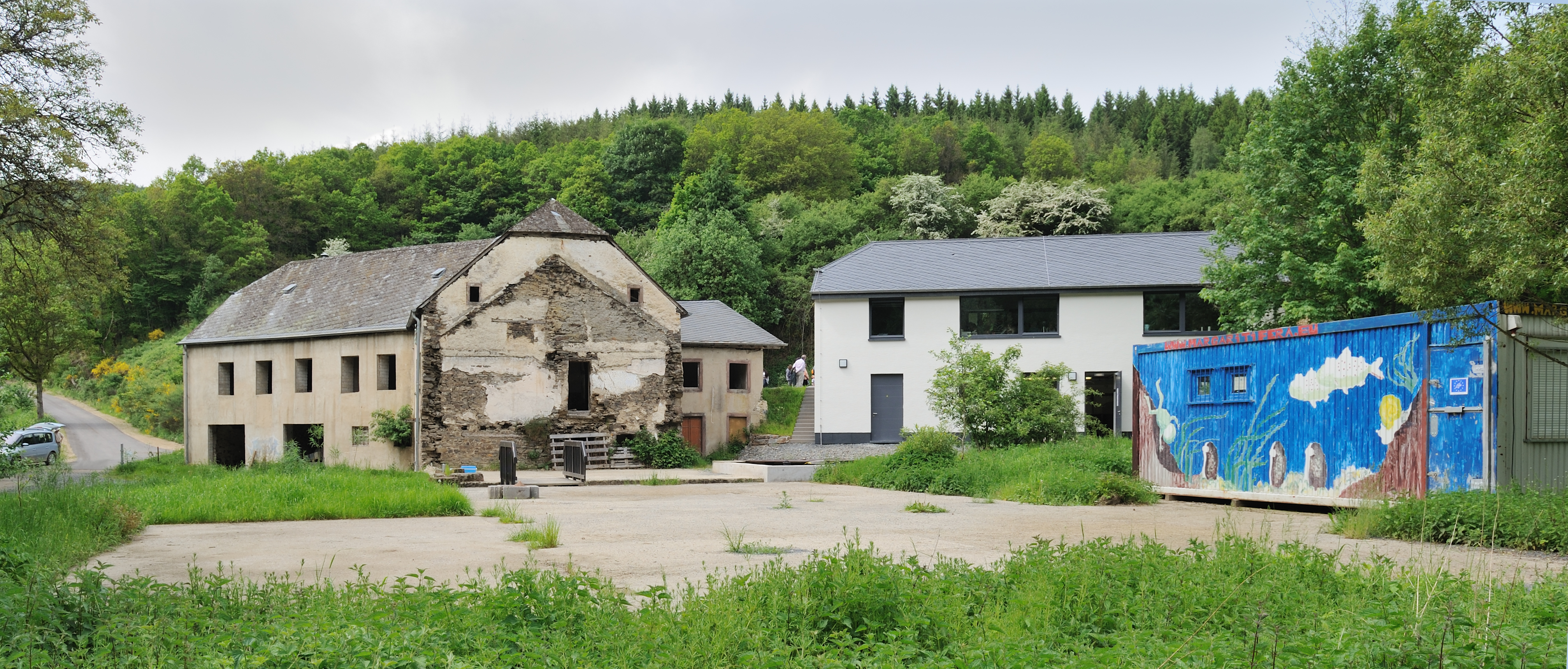